# Alieno (Rosa Chemical)
Alieno è un singolo del rapper italiano Rosa Chemical pubblicato il 17 gennaio 2020.

## Video musicale
Il video musicale, diretto da Luca La Piana, è stato pubblicato sul canale YouTube del rapper 3 giorni dopo l'uscita del brano.

## Tracce
Testi e musiche di Manuel Franco Rocati e Leonardo Bacchelli.
1. Alieno – 1:55